# Schade (verzekering)

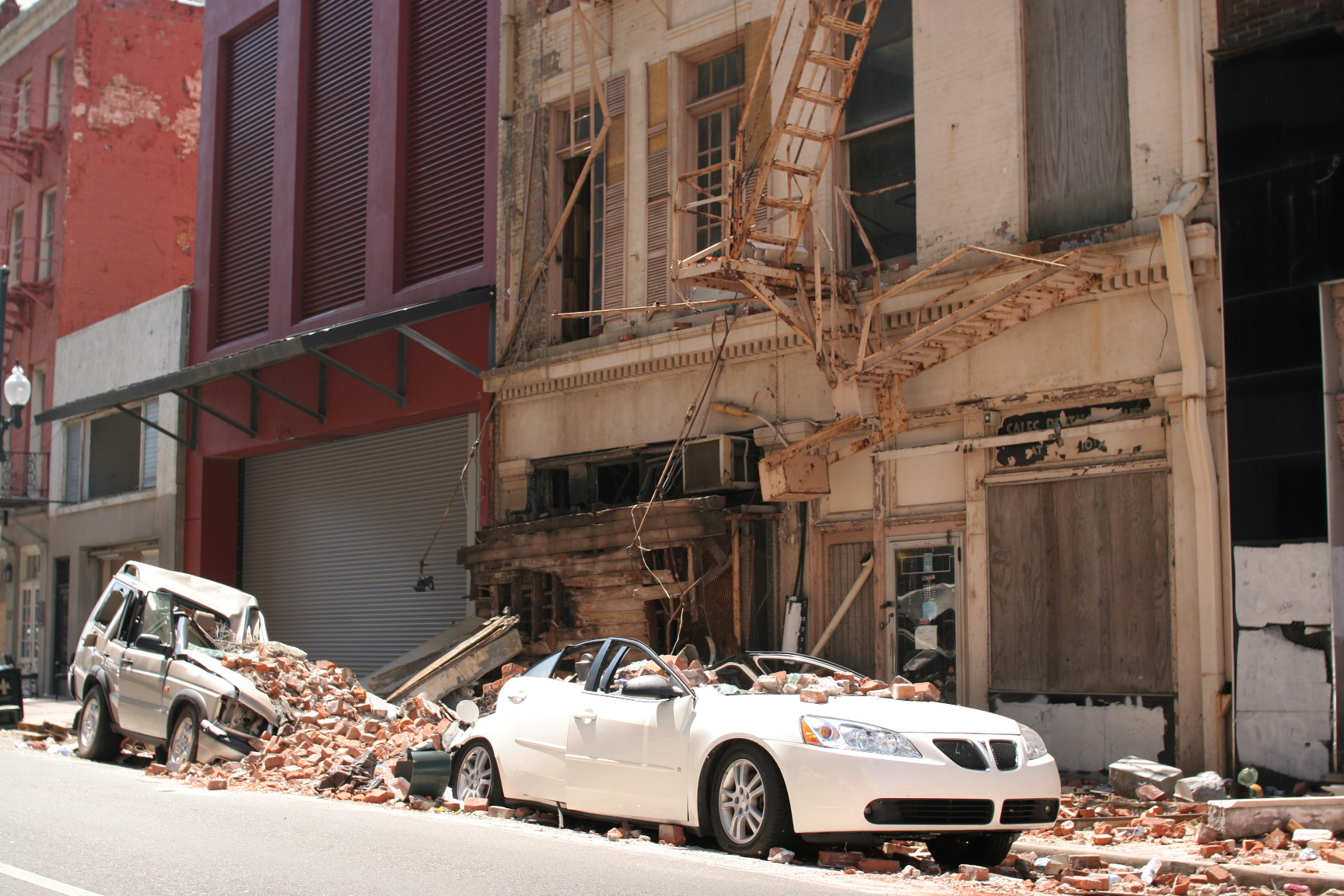
Schade aan auto's en gebouw als gevolg van storm

Een schadeverzekering kan worden afgesloten om het risico van schade af te dekken. In verzekeringsterminologie bestaat schade uit vermogensschade (materiële schade) en immateriële schade. In Nederland dient, om voor vergoeding van de schade volgens de verzekering in aanmerking te komen, de schade het gevolg te zijn van een onzeker voorval waartegen de verzekering dekking biedt.

## Onzeker voorval (Nederland)
Van een onzeker voorval is sprake wanneer er bij de beide partijen (verzekeraar vs. verzekerde) sprake is van onzekerheid. Er moet wettelijk sprake zijn van een onzekere factor bij beide partijen. Deze onzekere factor kan op diverse manieren tot stand komen:
- Er bestaat geen duidelijkheid over wanneer een uitkering wordt gedaan; of
- Tot welk bedrag en uitkering wordt gedaan; of
- Hoelang de premiebetaling zal duren.

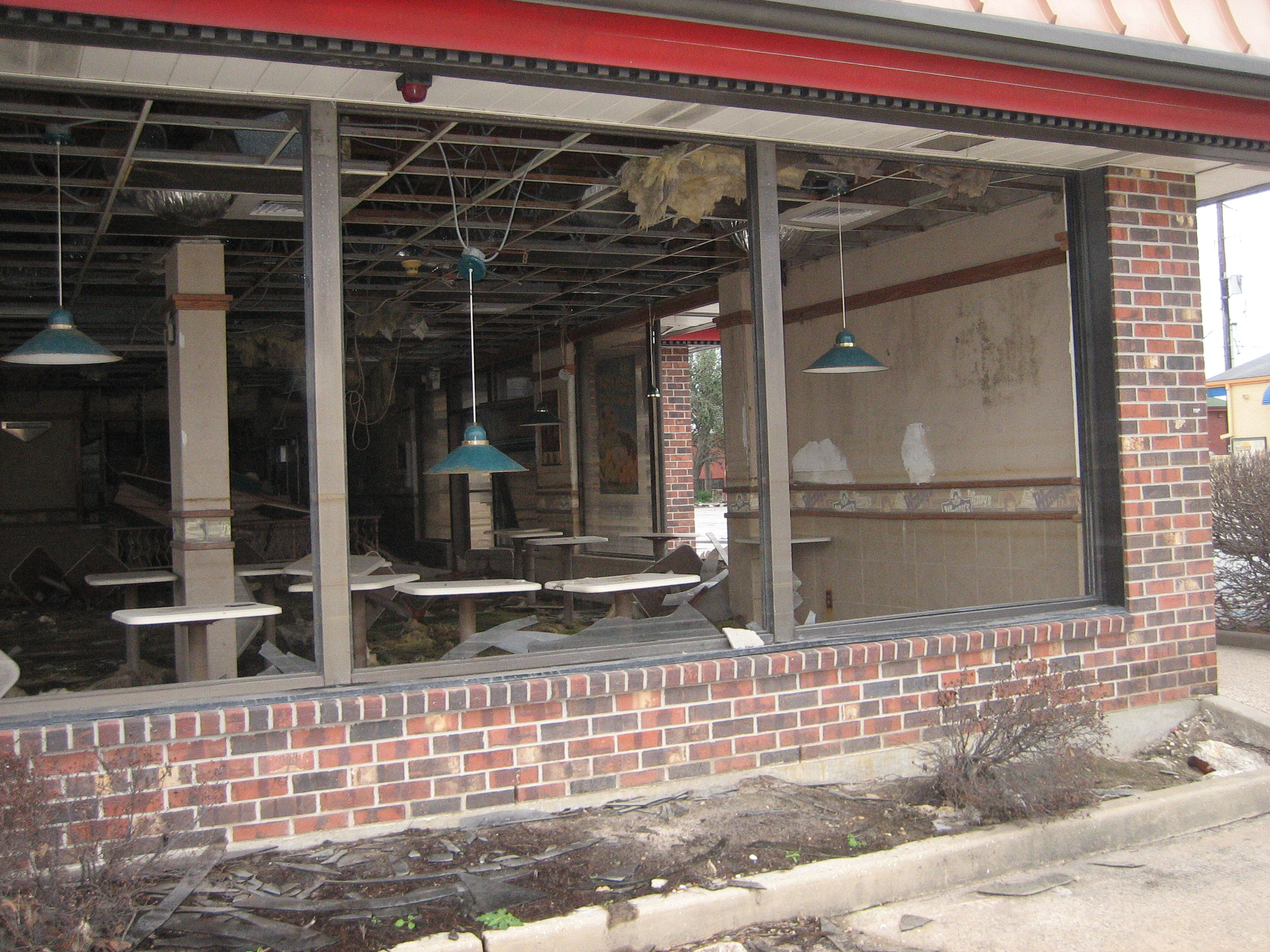
Bij dit fastfoodrestaurant is zowel sprake van beschadiging van materiële vermogensbestanddelen als van verlies van verwacht voordeel

## Vermogensschade
Vermogensschade omvat de in geld meetbare aantasting van het vermogen. Deze aantasting kan bestaan uit:
- Verlies of beschadiging van materiële vermogensbestanddelen;
- Verlies of beperking van tot het vermogen behorende rechten;
- Derving van inkomsten;
- Verlies van verwacht voordeel;
- Ontstaan van verplichtingen;
- Het doen van noodzakelijk geworden uitgaven.

## Personenschade
Onder personenschade wordt verstaan schade die het gevolg is van letsel en/of overlijden van personen. Het betreft vermogensschade (zoals inkomstenderving en onkosten) en gederfde levensvreugde.

## Vermogensschade in Nederland
Het Nederlandse burgerlijk wetboek omschrijft de verplichtingen van de verzekerde en verzekeraar bij een schade en bij het voorkomen daarvan.

### Schadeafwikkeling
De verzekerde is verplicht zo spoedig mogelijk bij de verzekeraar melding te maken van een schade en vervolgens de verzekeraar binnen redelijke termijn te voorzien van alle inlichtingen en andere informatie die voor de verzekeraar van belang zijn om de uitkeringsplicht te kunnen beoordelen..
In de praktijk zal de verzekerde deze melding met een schadeaangifteformulier verrichten. Op het schadeaangifteformulier worden direct alle essentiële gegevens verzameld. Wanneer de schade van kleine omvang is zal de verzekeraar na ontvangst van alle gegevens de schade uitkeren.

### Expertise
Wanneer de schade van grotere omvang is zal de verzekeraar doorgaans een schade-expert inschakelen. De schade-expert doet onderzoek naar de aard, oorzaak en omvang van de schade. De omvang van de schade zal de expert bepalen op basis van de waarde van een object. Bij een repareerbare schade zal de omvang van de schade worden bepaald op de reparatiekosten. Wanneer reparatie niet meer mogelijk of economisch niet verantwoord is dan zal de schade op basis van totaalverlies worden afgewikkeld. Meestal wordt bij totaalverlies de dagwaarde vóór de schade minus de dagwaarde ná de schade uitgekeerd.
De expert stelt een rapport op waarin hij zijn bevindingen vermeld. Op basis van dit rapport zal de verzekeraar de uitkeringsplicht beoordelen (dit laatste is geen taak van de expert).

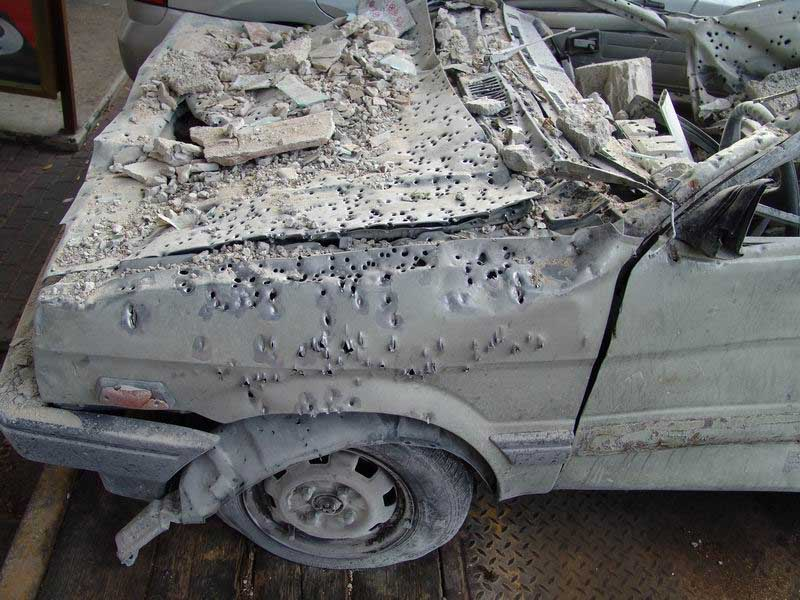
de schade aan deze auto zal worden afgewikkeld op basis van totaalverlies

### Schadevergoeding
Na ontvangst van alle stukken beoordeelt de verzekeraar of er dekking is voor de schade. De hoogte van de uitkering wordt beperkt door de verzekerde som. De verzekerde som, die bij het aangaan van de verzekering vastgesteld wordt en het bedrag aangeeft waarvoor de verzekerde zijn belang wenst te dekken, is het maximum tot waar schade wordt vergoed en geeft het bedrag aan waarover de premie wordt berekend.
Wanneer de verzekerde som lager is dan de werkelijke waarde van het verzekerde object dan is er sprake van onderverzekering. Bij onderverzekering vindt de schadevergoeding evenredig plaats, naarmate de verzekerde som lager is dan de werkelijke waarde.
De verzekeraar mag de schadevergoeding zowel in geld als in natura uitbetalen. Voorbeeld van een schadevergoeding in natura is het vervangen van een ruit.

### Vergoeding boven de verzekerde som
Boven de verzekerde som is de verzekeraar verplicht de bereddingskosten, de kosten ter vaststelling van de schade (zoals de kosten van de expert) en de wettelijke rente te vergoeden.
Bereddingskosten zijn kosten ter voorkoming of beperking van schade, op het moment dat een schade optreedt of dreigt op te treden. Voorbeelden zijn het blussen van een brandje met een eigen brandblusser of het plaatsen van een noodvoorziening wanneer een ruit is ingegooid. Deze kosten worden vergoed door de verzekeraar. Niet is vereist dat de bereddingspoging succesvol is geweest. De verzekeringnemer en verzekerde zijn wettelijk verplicht om (binnen redelijke grenzen en als hij daartoe in de gelegenheid is) al het mogelijke te doen die tot voorkoming of vermindering van de schade kunnen leiden.

### Sancties
Bij het niet-nakomen van de verplichtingen van de verzekeringnemer of verzekerde kan de verzekeraar de schadeuitkering verminderen met de schade die hij heeft geleden. Deze mogelijkheid bestaat niet wanneer de verzekeringnemer en uitkeringsgerechtigde verschillende personen zijn. De verzekeraar mag in zijn polisvoorwaarden opnemen dat het recht op uitkering geheel komt te vervallen indien de verzekeraar aan kan tonen dat hij door de niet-nakoming van de verplichtingen in een redelijk belang is geschaad. Het recht op uitkering vervalt in ieder geval indien de verzekeringnemer of uitkeringsgerechtigden hun verplichtingen niet nakomen met de opzet de verzekeraar te misleiden. Er is dan sprake van verzekeringsfraude.